# Levino Fânzeres
Levino de Araújo Vasconcelos Fânzeres (Cachoeiro do Itapemirim, 6 de junho de 1884 – Rio de Janeiro, 1956) foi um pintor, gravador, desenhista, conferencista e professor brasileiro.

## Biografia
Era filho da diretora de ensino médio, Prof. Maria Josepha de Vasconcelos e do escultor-decorador de arte religiosa, Salvador de Araújo-Fânzeres. Por volta de 1895 Levino mudou-se com os pais para o Rio de Janeiro a fim completar seus estudos.

### Formação artística
Em 1902, frequenta o Liceu de Artes e Ofícios, estudando com Artur Machado e Evêncio Nunes e depois, na Escola Nacional de Belas Artes, recebeu a orientação de João Zeferino da Costa e Batista da Costa.

### Estudos em Paris
Em 1912, com a tela Remorso de Judas, obtém a láurea mais cobiçada do Salão promovido pela Escola Nacional de Belas Artes, o Prêmio de Viagem. Viajou para a França com a esposa Izolina Albernaz Machado, escultora e pintora, discípula de Eliseu Visconti e que obteve Menção Honrosa.
Em Paris instalam-se em atelier no Boulevard Raspail. Frequentam as aulas de Ferdinand Carmon, Henri Chartier, Gustave Debrié e André Lhote, na Academia Julian até 1916. Levino conheceu Picasso e Leger, e apesar de ter vivido um período revolucionário da arte em Paris, permaneceu fiel ao seu tema predileto, pintando figuras e paisagens do campo. Décadas mais tarde confirmou sua obra na tendência romântica do século XIX, com pinceladas vigorosas, por vezes à maneira de Nicholas De Stael. Este vigor era visível sobretudo em suas representações da natureza agreste brasileira sob a dramaticidade de crepúsculos.

### A Colmeia dos Pintores
Retornou ao Brasil em 1917 e em 1919 fundou a Colméia dos Pintores do Brasil, uma instituição para ensino livre de arte que alcançou o montante de 300 alunos em certa época. A Colmeia foi local de iniciação para artistas famosos no século XX, como Garcia Bento, Sergio Telles, Ivan Serpa, Ivan Freitas, Ismael Nery, Arpad Szenes, Almir Mavignier, Jurema Albernaz, Codro Polissy, Antônio Cotias, Miguel D'Ambra, Alfredo Rodrigues e tantos outros.

### Viagens e exposições
Realizou viagens pelo Brasil e Argentina, verdadeiras missões culturais, de Belém do Pará a Porto Alegre, desenhando e pintando, realizando exposições e palestras em cada lugar. Subiu o rio Amazonas até as fronteiras do Peru anotando elementos da paisagem ribeirinha. Pintou o Vale do Rio Doce e a Serra da Canastra focalizando em sua pintura as nascentes do rio São Francisco. Em 1938 participou de coletiva de arte brasileira em Nova York.
Em 1940 pintou azulejos e o vitral do solar de Canaan, propriedade do Dr. Américo Gasparini, em Belo Horizonte.
Em 1952, Fânzeres recebeu encomenda de painéis artísticos do então presidente Getúlio Vargas. Os painéis documentam o processo inicial de industrialização do aço no Brasil, retratando as primeiras instalações dos altos fornos em Volta Redonda.
Quase todos os palácios governamentais dos estados da União possuem obras do pintor.

O dado mais importante na obra de Levino Fânzeres é sua ligação com a terra brasileira, representada em grandiosas paisagens ainda selvagens.